# عبد العزيز المفتي
عبد العزيز المفتي (20 يناير 1951 - ) هو ضابط متقاعد الجيش العراقي برتبة فريق ركن، وقائد سابق للفرقة الرابعة في الجيش العراقي.

## المؤلفات

### الكتب
| اسم الكتاب                                                                            | سنة النشر | معرف الكتاب          | ملاحظات |
| ------------------------------------------------------------------------------------- | --------- | -------------------- | ------- |
| الأمة الكردية بدون دولة                                                               | 2013      | (ردمك 9789957568252) | -       |
| الكنيسة والإسلام والسياسة                                                             | 2014      | 1369261056           | -       |
| موسوعة الأكراد (حقائق ووقائع عبر التاريخ)                                             | 2015      | -                    | -       |
| القضية الكردية، حقائق ناصعة وتاريخ لا يغيب - الجزء الأول                              | 2017      | 936409701            | -       |
| التنافس البريطاني الألماني على نفط العراق أثناء الحرب العالمية الثانية                | 2018      | 1229995715           | -       |
| السعودية وحكمة األخيار في عالم الطيش والأشرار                                         | 2018      | 910423478            | -       |
| حقوق الإنسان : أصولها و تطبيقاتها و إنتكاساتها : العراق بعد أحداث الكويت 1990 أنموذجا | 2018      | 1021875709           | -       |
| المفصل في تأريخ السلوك الإيراني العدواني إتجاه العراق                                 | 2018      | 1099333567           | -       |
| الربيع العربي ما له وما عليه، 2010-2017                                               | 2018      | 1099509912           | -       |
| سَبرْ غَورْ ... الأمة الكوردية (10 أجزاء)                                                 | 2019      | 1119740991           | -       |
| كوردستان : تاريخيا ... وجغرافيا                                                       | 2021      | 1255717838           | -       |
| كركوك : تاريخها، جغرافيتها، محاولات تعريبها                                           | 2021      | 1269413990           | -       |

| اسم الكتاب                                                                                      | سنة النشر | معرف الكتاب          | ملاحظات |
| ----------------------------------------------------------------------------------------------- | --------- | -------------------- | ------- |
| الخلاف بين إيران والإمارات العربية المتحدة: هل الجزر الثلاث في مدخل الخليج إماراتية أم إيرانية؟ | 2014      | (ردمك 9789957490591) | [ ع 1 ] |
| ولاية الموصل والحقوق الكردية: بعد الحرب العالمية الاولى                                         | 2015      | (ردمك 9789957600174) | -       |
| مؤتمر القاهرة والقضية الكردية، 1921                                                             | 2015      | (ردمك 9789957490980) | -       |
| المحكمة الجنائية الدولية بين التأثير السياسي الدولي وإرساء العدالة الإنسانية (العراق أنموذجاً)   | 2018      | (ردمك 9789957650933) | [ ع 2 ] |
| المشروع النووي الإيراني : هل هو لإنتاج الطاقة الكهربائية أم لإنتاج القنبلة النووية؟             | 2018      | (ردمك 9957650947)    | [ ع 3 ] |

### المقالات
- رسائل هادفة لمعالجة قضايا عراقية ساخنة في مجلة الكاردينيا 2010.

### لقاءات وقراءة معمقة
- مقالات الرأي لعبد العزيز المفتي

- Iraqi general gives public an ear, officials an earful, By ERIK SLAVIN | STARS AND STRIPES Published: September 27, 2005
- By None , MND-N PAO ،Conference brings key Iraqi energy leaders together
- 4th Iraqi Army Division assumes security lead
- فهران الصديد: اللواء غازي عزيزة..ضروري تقرا هذه الرسالة إلى الآخر لتعرف حقيقة اياد علاوي ومهدي الحافظ
- د. عبد العزيز المفتي، Ektab
- الفريق المفتي: أعادوني للجيش الحالي لأنني لم أكن بعثياً.. والآن يريدونني لكسب الدعاية